# Château de Keronic
Le château de Keronic est un château situé à Pluvigner, en France.

## Localisation
Le château est situé sur la commune de Pluvigner, dans le département du Morbihan.

## Historique
Jadis appelée Queronic, c'est une imposante demeure des XVe / XVIIe siècles, mais largement remaniée par la famille Harscouët de Saint Georges vers 1860. C'est toujours la propriété de cette famille, représentée actuellement par le vicomte Christian de La Tullaye. Situé au milieu de grands bois, le logis comporte une grande chapelle. En outre, une autre chapelle existe dans le parc le long d'une allée, au sud du château.
Le monument est inscrit au titre des monuments historiques en 2017.